# Karhu
Karhu is een Fins biermerk, type lager. Het bier wordt gebrouwen in Brouwerij Sinebrychoff te Kerava. 
Karhu is Fins voor beer en werd oorspronkelijk gebrouwen in de brouwerij Porin Oluttehdas te Pori die in 1972 overgenomen werd door Sinebrychoff. De brouwerij te Pori werd gesloten in 2010 en het bier wordt nu gebrouwen in Kerava. Karhu is samen met Koff het meest verkochte biermerk van Finland. 

## Varianten
- Karhu III, goudblond bier met een alcoholpercentage van 4,6%
- Karhu A, goudblond bier met een alcoholpercentage van 5,4%
- Karhu Tumma I, donkerbruin bier met een alcoholpercentage van 2,8%
- Karhu Ruis, bruin bier met een alcoholpercentage van 4,6% of 6%
- Karhu Tosi Vahva, amberkleurig bier, type gerstewijn met een alcoholpercentage van 8%

## Reclameteksten
- Jokainen Karhu on täyttä olutta ensipuraisusta viimeiseen pisaraan.
  - "Elke Karhu is volledig bier vanaf de eerste hap tot de laatste druppel."
- Kesyttämätön Karhu on lajinsa vahvin.
  - "Ongetemde Karhu is de sterkste van zijn soort."